# Andrzej Szczypiorski

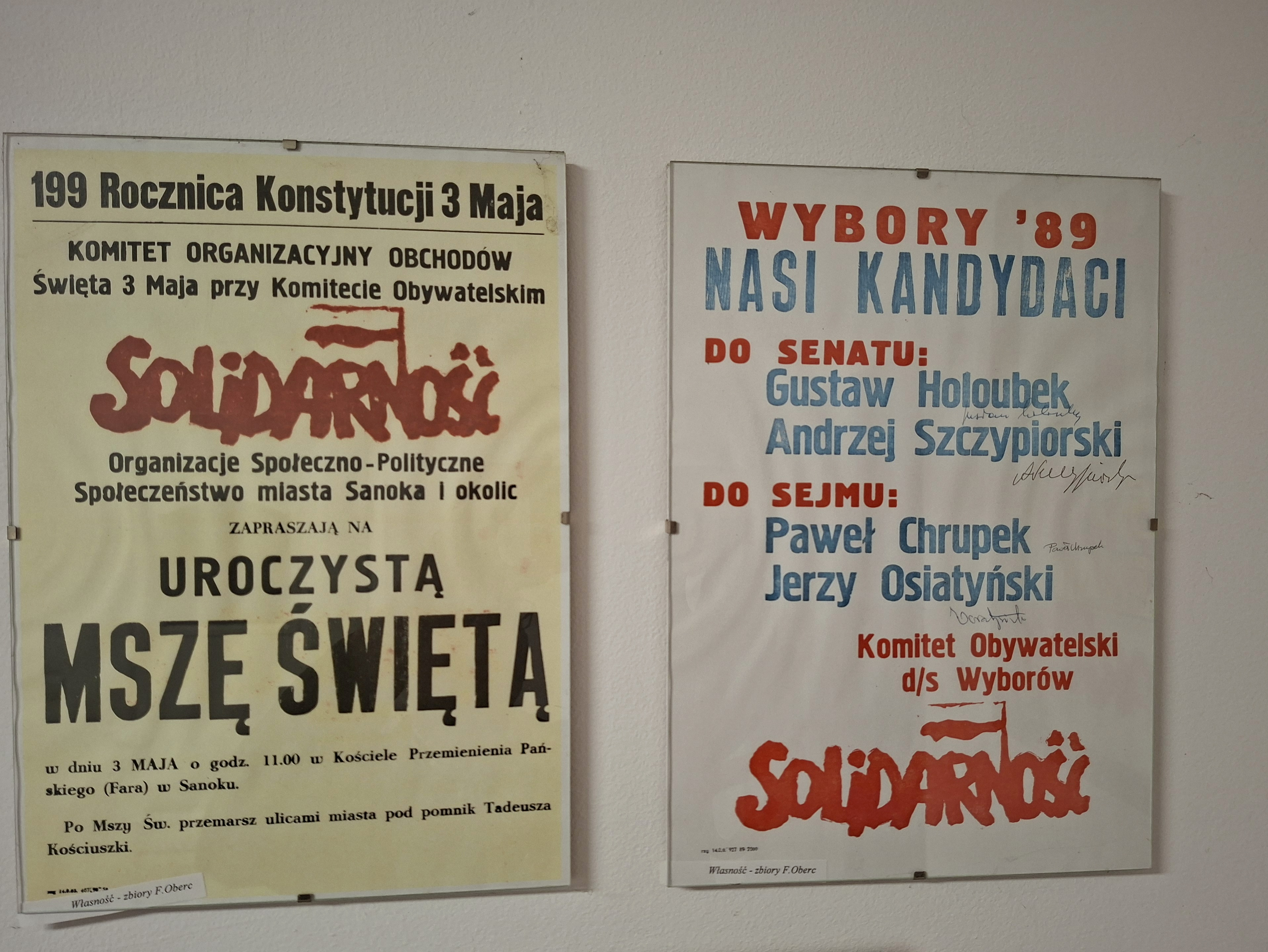
Plakat z wyborów w 1989

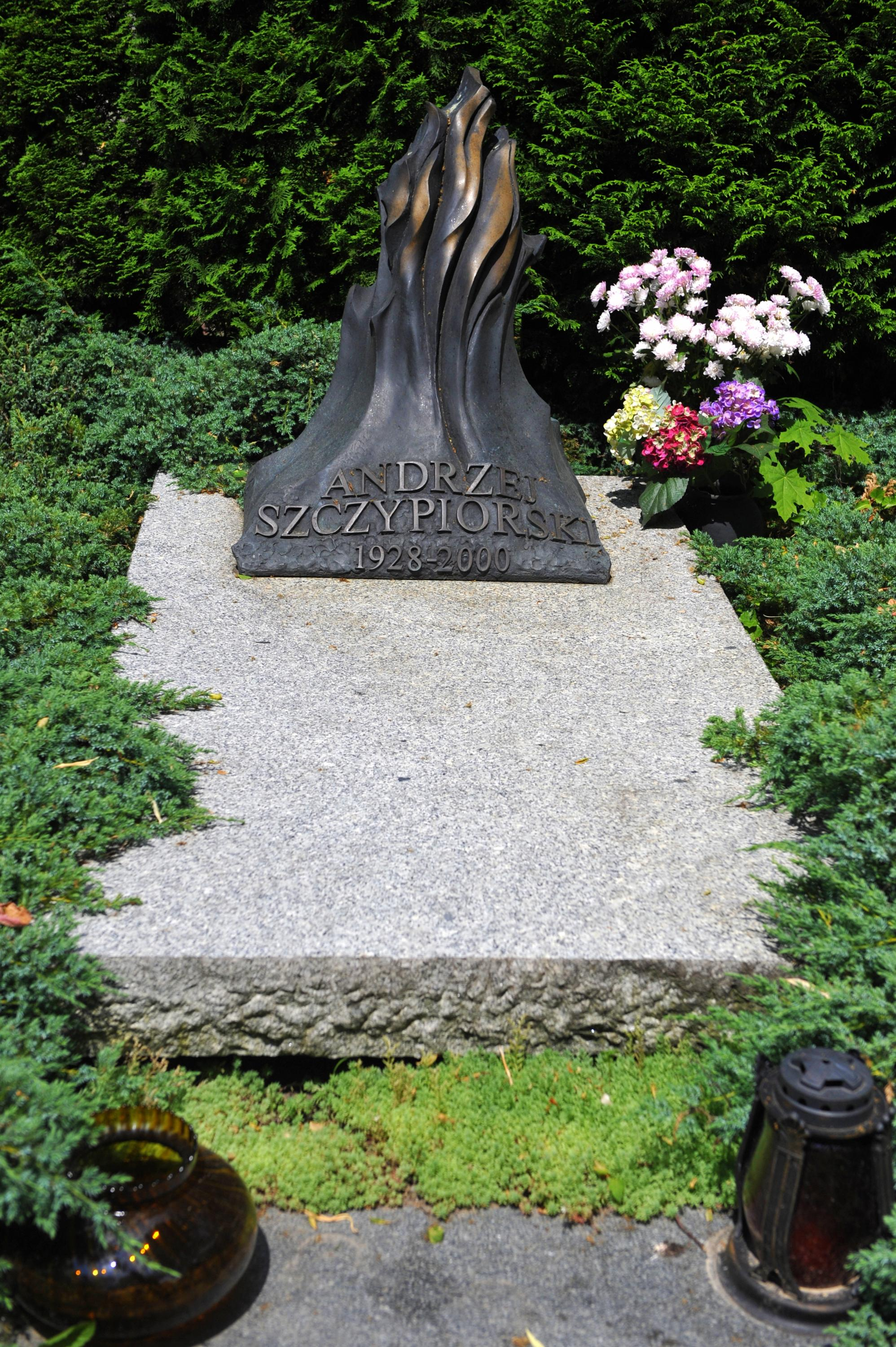
Grób Andrzeja Szczypiorskiego na cmentarzu ewangelicko-reformowanym w Warszawie (2008)

Andrzej Szczypiorski (ur. 3 lutego 1928 w Warszawie, zm. 16 maja 2000 tamże) – polski pisarz, scenarzysta, polityk, w czasie II wojny światowej żołnierz Armii Ludowej, uczestnik powstania warszawskiego, więzień obozu Sachsenhausen, od lat 70. działacz opozycji w PRL, senator I kadencji.

## Życiorys
Syn polityka Adama Szczypiorskiego i Jadwigi z domu Epsztajn. Kształcił się w szkole powszechnej przy Prywatnym Gimnazjum i Liceum Zboru Ewangelicko-Augsburskiego im. Mikołaja Reja w Warszawie. Podczas okupacji niemieckiej pracował jako pomocnik ślusarza, należał do Gwardii Ludowej PPS-WRN. Uczył się także na tajnych kompletach. Brał udział w powstaniu warszawskim jako członek Armii Ludowej. Na początku września opuścił Warszawę, po pobycie w obozie przejściowym w Pruszkowie został wywieziony do obozu koncentracyjnego Sachsenhausen. Uwolniony w kwietniu 1945, był korespondentem wojennym radzieckiej agencji TASS przy jednym z korpusów Armii Czerwonej.
W 1946 zdał egzamin maturalny, pracował w Polskim Związku Zachodnim. Podjął nieukończone studia na Akademii Nauk Politycznych w Warszawie. W latach 1948–1951 pracował jako redaktor dziennika „Życie Warszawy”, kierownik rozgłośni Polskiego Radia w Katowicach (1950–1955), w okresie 1951–1956 jako kierownik literacki Teatru Śląskiego im. Stanisława Wyspiańskiego w Katowicach. W latach 1956–1958 był radcą ambasady PRL w Danii, następnie do 1964 redaktorem Polskiego Radia w Warszawie, a w okresie 1965–1975 tygodnika „Polityka”, od 1971 do 1975 pisał dla miesięcznika „Odra” we Wrocławiu.
Andrzej Szczypiorski był tajnym współpracownikiem Służby Bezpieczeństwa PRL. Był rozpracowywany od końca lat 40. Współpracę nawiązał w połowie lat 50., zajmował się inwigilacją swojego ojca Adama Szczypiorskiego i namawianiem go do powrotu z emigracji do kraju.
W 1952 miał miejsce jego debiut literacki w „Życiu Literackim”. Pod pseudonimem Maurice S. Andrews napisał kilka powieści kryminalnych. Był członkiem Stowarzyszenia Pisarzy Polskich.
W 1974 był sygnatariuszem Listu 15, dotyczącego sytuacji Polaków w ZSRR. Pod koniec lat 70. związał się z opozycją demokratyczną (KOR). Był też współpracownikiem Polskiego Porozumienia Niepodległościowego. Od 1977 publikował coraz częściej w gazetach opozycyjnych w obiegu podziemnym, co doprowadziło do jego internowania po ogłoszeniu w grudniu 1981 stanu wojennego. Po politycznych zmianach w Polsce w latach 1989–1991 jako reprezentant Komitetu Obywatelskiego (przystąpił do ROAD, zasiadał w radzie naczelnej tej partii), a następnie Unii Demokratycznej, sprawował mandat senatora I kadencji. Działał na rzecz niemiecko-polskiego pojednania. Opowiadał się za pojednaniem i zbliżeniem polsko-żydowskim, stał na czele Towarzystwa Przyjaźni Polsko-Izraelskiej (TPPI).
Został pochowany na cmentarzu ewangelicko-reformowanym w Warszawie (kwatera C–5–1). Polska Fundacja Dzieci i Młodzieży, której był przewodniczącym, w 2000 ustanowiła Nagrodę im. Andrzeja Szczypiorskiego.

## Twórczość
W swoich dziełach często ukazywał złożoność rzeczywistości i trudność w dokonywaniu wyborów moralnych, zwłaszcza w sytuacjach ekstremalnego zagrożenia życia. Najbardziej znanym dziełem Andrzeja Szczypiorskiego jest powieść pod tytułem Początek (w Niemczech wydana pod tytułem Piękna pani Seidenman), której nie chciano opublikować w Polsce, wydał ją natomiast w 1986 Instytut Literacki w Paryżu. Opisuje ona losy grupy mieszkańców Polski w czasie wojny, jak i po niej. Jednym z wątków jest historia pani Seidenman, która została zadenuncjowana przez kolaboranta Bronka Blutmana, a następnie ocalona przez polskich przyjaciół przy pomocy Niemca. W swoich innych publikacjach przedstawiał on losy pułkownika von Stauffenberga jako niemieckiego bohatera i „człowieka honoru”.
Piętnował w swoich wypowiedziach i publikacjach wady Polaków, krytykował też działalność Kościoła katolickiego.

## Publikacje
- 1961: Czas przeszły, Iskry, Warszawa.
- 1966: Podróż do krańca doliny, Iskry, Warszawa.
- 1967: Karol Świerczewski – Walter. W 20 rocznicę śmierci, ZG ZBoWiD, Krajowa Komisja Dąbrowszczaków: „Sport i Turystyka”, Warszawa.
- 1968: Niedziela, godzina 21.10: wybór felietonów radiowych, 1964–1967, Czytelnik, Warszawa.
- 1971: Msza za miasto Arras, Czytelnik, Warszawa.
- 1980: Trzej ludzie w bardzo długiej podróży, Czytelnik, Warszawa.
- 1983: Z notatnika stanu wojennego, Polonia, Londyn.
- 1986: Początek, Instytut Literacki, Paryż.
- 1990: Amerykańska whiskey i inne opowiadania, Kantor Wydawniczy SAWW, Poznań.
- 1991: Noc, dzień i noc, Kantor Wydawniczy SAWW, Poznań.
- 1994: Autoportret z kobietą, Kantor Wydawniczy SAWW, Poznań.
- 1999: Gra z ogniem, Sens, Poznań.

## Odznaczenia i wyróżnienia
- Krzyż Komandorski Orderu Odrodzenia Polski (1997)[12][13]
- Krzyż Kawalerski Orderu Odrodzenia Polski (1964)[14]
- Medal 10-lecia Polski Ludowej (1955)[15]
- Krzyż Wielkiego Oficera Orderu Zasługi Republiki Federalnej Niemiec (1995)[16]
- Pour le Mérite (1995)[17]
- Medal Zasłużony dla Tolerancji[18] (1999)
- Medal ZAiKS-u (1988)[19]
- Odznaka ZAiKS-u (1978)[19]
- Nagroda polskiego PEN Clubu im. Mieczysława Lepeckiego (1972)[3]
- Nagroda „Wiadomości” (Londyn, 1986)[3]
- Nagroda Nelly Sachs (1989)[3]
- Nagroda im. Herdera (1994)[3]
- Loża Liderów’94, nagroda „Trybuny Śląskiej” (1995)[20]
- Złoty Laur „Przekroju” (1995)[20]